# Phlegopsis
Phlegopsis  es un género de aves paseriformes perteneciente a la familia Thamnophilidae que agrupa a tres especies nativas de América del Sur, donde se distribuyen por la cuenca del Amazonas,desde el sur de Venezuela y sureste de Colombia hasta el este de Perú y norte de Bolivia y en toda la Amazonia brasileña. A sus miembros se les conoce por el nombre común de hormigueros.

## Etimología
El nombre genérico femenino «Phlegopsis» se compone de las palabras del griego «φλοξ phlox, φλογος phlogos» que significa ‘llama’, y «οψις opsis» que significa ‘rostro’, ‘cara’.

## Características
Los hormigueros de este género son un trío de aves relativamente grandes, midiendo entre 16,5 y 18,5 cm de longitud, de patrón de plumaje muy atractivo que habitan en selvas húmedas amazónicas de baja altitud. Dos de ellas (nigromaculata y erythroptera) exhiben un exclusivo anillo periocular de piel desnuda de color rojo brillante. Son seguidoras persistentes de enjambres de hormigas guerreras.

## Taxonomía
El género Phlegopsis fue propuesto por el ornitólogo alemán Ludwig Reichenbach en 1850; la especie tipo, subsecuentemente designada, es Myiothera nigro-maculata, actualmente Phlegopsis nigromaculata.
Con base en las diferencias de plumaje se propuso que Phlegopsis borbae pasase a integrar un nuevo género monotípico Skutchia y se designase como Skutchia borbae, pero los estudios genéticos han establecido que siga siendo considerado dentro del género Phlegopsis, y así lo ha aprobado el Comité de Clasificación de Sudamérica (SACC) en la Propuesta N° 432 en 2010.
Con base en un espécimen recolectado del hormiguero de Argus, se propuso la especie  Phlegopsis barringeri Meyer de Schauensee, 1951, pero se le ha considerado hasta ahora como un híbrido de P. erythroptera y P. nigromaculata, Phlegopsis [erythroptera x nigromaculata].
Los estudios genéticos indican que los géneros Willisornis, Pithys, Phaenostictus, Phlegopsis, Gymnopithys y Rhegmatorhina forman un grupo monofilético de seguidores especializados de hormigas. Este grupo fue denominado «clado Pithys», dentro de una tribu Pithyini.

## Lista de especies
Según las clasificaciones del Congreso Ornitológico Internacional (IOC) y Clements Checklist/eBird, el género agrupa a las siguientes especies con el respectivo nombre popular de acuerdo con la Sociedad Española de Ornitología (SEO):
| Imagen | Nombre científico        | Autor                          | Nombre común         | Estado de conservación | Distribución |
| ------ | ------------------------ | ------------------------------ | -------------------- | ---------------------- | ------------ |
|        | Phlegopsis nigromaculata | (d'Orbigny & Lafresnaye, 1837) | hormiguero maculado  | LC                     |              |
|        | Phlegopsis erythroptera  | (Gould, 1855)                  | hormiguero alirrojo  | LC                     |              |
|        | Phlegopsis borbae        | Hellmayr, 1907                 | hormiguero de Skutch | LC                     |              |